# Кашино (Алтайский край)
Кашино — село в Алейском районе Алтайского края России. Административный центр Кашинского сельсовета.

## География
Расположено на реке Алей, рядом с федеральной автомобильной трассой А322 Барнаул — Рубцовск — граница с Республикой Казахстан. Вблизи протекает река Язевка, рядом находятся озеро Хомутино и река Быстрая.

## История
Основано в 1726 году. В 1928 году состояло из 350 хозяйств, основное население — русские. Центр Кашинского сельсовета Алейского района Барнаульского округа Сибирского края.

## Население
| 1926 | 1997 | 1998 | 1999 | 2000 | 2001 | 2002 | 2003 | 2004 |
| ---- | ---- | ---- | ---- | ---- | ---- | ---- | ---- | ---- |
| 2048 | ↘948 | ↗973 | ↘954 | ↘907 | ↗930 | ↘826 | ↗847 | →847 |
| 2005 | 2006 | 2007 | 2008 | 2009 | 2010 | 2011 | 2012 | 2013 |
| ↘753 | ↘727 | ↘697 | ↗700 | ↗714 | ↘678 | ↘672 | →672 | ↗677 |

## Экономика и социальная сфера
Действует СПК «Колхоз имени Энгельса».
Расположены амбулатория, школа, детский сад, сельский клуб, библиотека, отделение Почты России, отделение Сбербанка, 3 торговых точки, подстанция.

## Известные уроженцы села
- Сугаков, Анатолий Иванович (1950—2018) — советский и российский подводник, капитан 1-го ранга, Герой Российской Федерации (1996).